# Мнимая служанка
«Мнимая служанка, или Наказанный плут» (фр. La Fausse Suivante, or Le Fourbe Puni) — пьеса, написанная французским драматургом Мариво в 1724 году. Впервые поставлена 8 июля 1724 года итальянскими актёрами в Бургундском отеле, в Париже.
Пьеса посвящена обольщению, деньгам, власти и переодеваниям. Главный герой — манипулятор, который собирается жениться на богатой графине ради её состояния. Главный женский персонаж представляется переодетым рыцарем и наказывает главного героя за обман, а графиню за легкомыслие.

## Действующие лица
- Графиня, богата и привлекательна
- Лейло, нечистый на руку поклонник
- Шевалье, богатая парижанка, замаскированная под рыцаря
- Тривелин, слуга Шевалье
- Арлекин, слуга Лейло
- Фронтэн, другой слуга Шевалье
- Слуги, танцоры, музыканты

## Сюжет
Молодая состоятельная парижанка собирается выйти замуж за Лейло, которого она даже никогда не видела. Она решает заранее с ним познакомиться, переодевшись в Шевалье и подружившись с ним. Лейло признается новому знакомому, что попал в затруднительное положение. Помимо «парижской дамы» он соблазнил и Графиню. Жениться ему необходимо на той из женщин, что побогаче, так как он подписал с Графиней договор, по которому он должен будет ей выплатить крупную сумму денег в случае расторжения помолвки.
Лейло просит Шевалье соблазнить Графиню, чтобы она сама расторгла помолвку и выплатила отступные. Однако сплетни о том, что Шевалье — женщина, распространяются среди слуг. В конце концов ей приходится это признать, хотя она и не называет своего настоящего имени. С помощью слуг она крадет договор, заключенный между Лейло и Графиней. В конце пьесы Шевалье бросает соблазненную Графиню, разоблачает Лейло и разрывает договор в их присутствии. Молодая парижанка наконец раскрывает себя, тем самым преподав урок и легкомысленной Графине, и плуту Лейло.

## Известные постановки
- 1724 : премьера спектакля в Театре итальянской комедии
- 1957 : Château de Gournay
- 1964 : Théâtre national populaire
- 1991 : Comédie-Française
- 1999 : Théâtre Vidy-Lausanne
- 2010 : Théâtre des Bouffes du Nord
- 2011 : Théâtre Nanterre-Amandiers.
- 2013 : Théâtre Le Lucernaire

## Экранизации
- 1966 — Мнимая служанка, или Наказанный плут (ТВ) — реж. Жан-Поль Сасси
- 1985 — Лжегорничная (ТВ) — реж. Патрис Шеро
- 2000 — Фальшивая служанка — реж. Бенуа Жако